# Familiebank (financieringsvorm)
Een familiebank is een financieringsconstructie waarbij particulieren geld lenen aan familieleden of vrienden, vaak in de vorm van een familielening of familiehypotheek. Dit biedt voordelen voor zowel de lener als de uitlener, zoals lagere rente, fiscale voordelen en meer flexibiliteit dan bij een traditionele bank.
Volgens De Nederlandsche Bank maakten in 2020 ongeveer 645.000 huishoudens in Nederland gebruik van een familiehypotheek, met een gezamenlijke waarde van 70 miljard euro. Dit komt neer op ongeveer 10% van de totale hypotheekschuld.

## Voor- en nadelen
Voordelen van een familiebankconstructie zijn onder andere:
- Lagere rentekosten voor de lener.
- Mogelijkheid voor fiscale aftrek van rente bij correcte vastlegging.
- Rendement op spaargeld voor de uitlener, vaak hoger dan bij een spaarrekening.

Mogelijke nadelen zijn:
- Risico op conflicten binnen de familie bij betalingsproblemen.
- Strikte vastlegging vereist, inclusief rentepercentages en aflossingsschema’s.
- Beperkte flexibiliteit in vergelijking met reguliere banken bij extra leningen of herfinanciering.

## Administratieve en juridische ondersteuning
Omdat een familiehypotheek juridisch en fiscaal goed moet worden vastgelegd, zijn er verschillende internetplatforms en diensten die hierbij ondersteunen.